# 7664 Namahage
7664 Namahage è un asteroide della fascia principale. Scoperto nel 1994, presenta un'orbita caratterizzata da un semiasse maggiore pari a 2,9424504 UA e da un'eccentricità di 0,1168157, inclinata di 1,67501° rispetto all'eclittica.
L'asteroide è dedicato all'omonimo rituale che si svolge durante la celebrazione del capodanno nella penisola giapponese di Oga.